# Móricz Zsigmond-ösztöndíjasok listája
A lista a Móricz Zsigmond-ösztöndíjasok névsorát tartalmazza.

## 1970-es évek

### 1974
- Baka István
- Béres Attila
- Kampis Péter
- Marosi Gyula
- Oláh János
- Péntek Imre
- Rózsa Endre
- Sárándi József
- Tamás Menyhért
- Utassy József

### 1975
- Csaplár Vilmos
- Győri László
- Halmos Ferenc
- Mózsi Ferenc
- Nádudvari Anna
- Pardi Anna
- Serfőző Simon
- Tárnok Zoltán
- Temesi Ferenc
- Várkonyi Anikó
- Vathy Zsuzsa

### 1976
- Anóka Eszter
- Bakos Ferenc
- Balázs József
- Bólya Péter
- Kis Pintér Imre
- Kiss Benedek
- Mezey Katalin
- Szabó Gyulay István
- Szöllősi Zoltán

### 1977
- Darányi Marianna
- Esterházy Péter
- Horváth Péter
- Kurucz Gyula
- Mózes Lajos
- Nagy Gáspár
- Oláh János
- Sumonyi Zoltán
- Vasy Géza
- Zelei Miklós

### 1978
- Apáti Miklós
- Bán Zsuzsa
- Benke László
- Holdosi József
- Kiss Irén
- Meliorisz Béla
- Nyilasy Balázs
- Oravecz Imre
- Osztojkán Béla
- Szentmihályi Szabó Péter
- Szkárosi Endre
- Tarján Tamás
- Tárnok Zoltán
- Zelei Miklós

### 1979
- Holdosi József
- Kovács István
- Kőbányai János
- Körmendi Lajos
- Levendel Júlia
- Nyilasy Balázs
- Pátkai Tivadar
- Pető Sándor
- Petrőczi Éva
- S. Benedek András
- Szikszai Károly
- Tóth Erzsébet
- Vaderna József
- Varga Vera
- Zalán Tibor

## 1980-as évek

### 1980
- Bari Károly
- Csengey Dénes
- Deák László
- Döbrentei Kornél
- Géczi János
- Kántor Péter
- Kovács Lajos
- Móser Zoltán
- Ószabó István
- Pálinkás György
- Pinczési Judit
- Tardi Gábor
- Temesi Ferenc
- Vidra Szabó Ferenc
- Zirkuli Péter

### 1981
- Bán Magda
- Békés Pál
- Csajka Gábor Cyprian
- Dérczy Péter
- D. Magyari Imre
- Géczi János
- Koch Valéria
- Kulcsár Szabó Ernő
- Pinczési Judit
- Szokolay Zoltán
- Villányi László
- Wehner Tibor

### 1982
- Ambrus Lajos
- Csontos Sándor
- Hideg Antal
- Kertész Gabriella
- Mező Ferenc
- Nagy András
- Ördögh Szilveszter
- Pintér Lajos
- Szántó Péter
- Szervácz József
- Szikszai Károly
- Verbőczy Antal
- Zirkuli Péter

### 1983
- Balogh Attila
- Belohorszky Pál
- Borsi-Kálmán Béla
- Deák Mór
- Füzi László
- Kelemen Lajos
- Krasznahorkai László
- Petrőczi Éva
- Varga Imre

### 1984
- Belányi György
- Csajka Gábor Cyprian
- Fábri Péter
- Kőrössi P. József
- Mányoki Endre
- Marno János
- Megyesi Gusztáv
- Papp Márió
- Rostás-Farkas György
- Szigeti Lajos Sándor
- Szokolay Zoltán

### 1985
- Ambrus Lajos
- Beke Mihály András
- Böröndi Lajos
- D. Németh István
- Földényi F. László
- Gyurácz Ferenc
- Hekerle László
- Kovács József Hontalan
- Kroó András

### 1986
- Agócs Sándor
- Bakonyi István
- Belányi György
- Garaczi László
- Györe Balázs
- Hell István
- Kapecz Zsuzsa
- Kukorelly Endre
- Mátyás Győző
- Parcz Ferenc
- Petőcz András
- Szkárosi Endre

### 1987
- Andrassew Iván
- Bálint Péter
- Csapody Miklós
- Keszthelyi András
- Mányoki Endre
- Nóvé Béla
- Parti Nagy Lajos
- Szeles József
- Tábor Eszter
- Tamási Orosz János
- Téglásy Imre
- Zsoldos Sándor

### 1988
- Csókás László
- Dippold Pál
- Dlusztus Imre
- Fabó Kinga
- Kalász István
- Kis Zoltán
- Korsós Bálint István
- Márton Gyöngyvér
- Németh Gábor
- Pécsi Györgyi
- Spánics Hajdu Ferenc
- Tamási Orosz János

### 1989
- Bertha Zoltán
- Dobozi Eszter
- Kálmán C. György
- Kemény István
- Keresztury Tibor
- Sajó László
- Szijj Ferenc
- Szilágyi Eszter Anna
- Tóth Gábor Ákos
- Varga Dániel

## 1990-es évek

### 1990
- Balla D. Károly
- Darvasi László
- Kőrösi Zoltán

### 1991
- Balla D. Károly
- Csuhai István
- Elek Tibor
- Háy János
- Kőrösi Zoltán
- Kurdy Fehér János
- Mészáros Sándor
- Sebők Zoltán
- Tábori Zoltán
- Takáts József

### 1992
- Babics Imre
- Bagossy László
- Egyed Emese
- Farkas Zsolt
- Jónás Csaba
- Kalapáti Ferenc
- Podmaniczky Szilárd
- Radics Viktória
- Szabó Ágnes
- Tillmann József

### 1993
- Babarczy Eszter
- Borbély Szilárd
- Kun Árpád
- Láng Zsolt
- Ménes Attila
- Nagy Atilla Kristóf
- P. Nagy István
- Tóth Krisztina
- Visky András
- Vörös István

### 1994
- Ambrus Judit
- Beck András
- Jósvai Lídia
- Károlyi Csaba
- Kontra Ferenc
- Kovács András Ferenc
- Magyar Judit Katalin
- Simon Balázs
- Szilasi László
- Turcsányi Sándor

### 1995
- Ágoston Zoltán
- Bartis Attila
- Bényei Tamás
- Beszédes István
- Payer Imre
- Péterfy Gergely
- Szilágyi Márton
- Szirák Péter
- Toldi Éva
- Wirth Imre

### 1996
- Bohár András
- Bozsik Péter
- Csontos Erika
- Faragó Ferenc
- Gács Anna
- Galántai Zoltán
- Kárpáti Péter
- Méhes Károly
- Szántó F. István
- Térey János

### 1997
- Bazsányi Sándor
- Fekete Vince
- Ficsku Pál
- Jánk Károly
- Orsós László Jakab
- Papp András
- Peer Krisztián
- Piszár Ágnes
- Pozsvai Györgyi
- Schein Gábor

### 1998
- Dudás Attila
- Gerevich András
- Jász Attila
- Lovas Ildikó
- Nagy Gabriella
- Pacskovszky Zsolt
- Papp Ágnes Klára
- Selyem Zsuzsa
- Szakács Eszter
- Zilahy Péter

### 1999
- Cserna-Szabó András
- Erdős Virág
- G. István László
- Grecsó Krisztián
- Halász Margit
- Hamvai Kornél
- Hazai Attila
- Jákfalvi Magdolna
- Karafiáth Orsolya
- Menyhért Anna

## 2000-es évek

### 2000
- Filó Vera
- Imreh András
- Jánossy Lajos
- Lövétei Lázár László
- Oláh Szabolcs
- Orbán János Dénes
- Sőrés Zsolt
- Szálinger Balázs
- Szlukovényi Katalin
- Zsávolya Zoltán

### 2001
- Fenyves Marcell
- Gazdag József
- Haklik Norbert
- Harcos Bálint
- Király Levente
- Mekis D. János
- Müllner András
- Oravecz Péter
- Szabó T. Anna
- Szilágyi Zsófia

### 2002
- Balogh Róbert
- Bedecs László
- Bengi László
- F. Papp Endre
- H. Nagy Péter
- Kosztolánczy Tibor
- Poós Zoltán
- Prágai Tamás
- Varró Dániel
- Virág Gábor

### 2003
- Acsai Roland
- Babiczky Tibor
- Csehy Zoltán
- Deák Botond
- Dukay Nagy Ádám
- Harangi Andrea
- Lackfi János
- László Noémi
- Sz. Molnár Szilvia
- Szerbhorváth György

### 2004
- Antal Balázs
- Bednanics Gábor
- Keresztesi József
- Király Zoltán
- Kiss Noémi
- Lengyel Tamás
- L. Simon László
- Maros András
- Mizser Attila
- Pénzes Tímea

### 2005
- Balázs Eszter Anna
- Balázs Imre József
- Benyovszky Krisztián
- Bombitz Attila
- Csender Levente
- Jónás Tamás
- Király Farkas
- Németh Zoltán
- Szécsi Noémi
- Székely Szabolcs

### 2006
- Benedek Szabolcs
- Darabos Enikő
- Demény Péter
- Iancu Laura
- Kabai Lóránt
- Kovács Béla Lóránt
- Mócsai Gergely
- Papp Sándor Zsigmond
- Szentmártoni János
- Vári György
- Zsidó Ferenc
- Zsille Gábor

### 2007
- Aletta Vid
- Danyi Zoltán
- Erős Kinga
- Fodor Péter
- Halmai Tamás
- Hanti Krisztina
- Horváth Györgyi
- Kácsor Zsolt
- Kiss Judit Ágnes
- Kiss László
- Lázár Balázs
- Mészáros Márton
- Nagy Gábor

### 2008
- Boda Edit
- Csepregi János
- Dánél Mónika
- Falusi Márton
- Győrffy Ákos
- Krusovszky Dénes
- Lanczkor Gábor
- Murányi Zita
- Rózsássy Barbara
- Sütő Csaba
- Szalai Zsolt
- Tóbiás Krisztián
- Váradi Péter

### 2009
- Bíró Gergely
- Györe Gabriella
- Király Kinga Júlia
- Kollár Árpád
- Milián Orsolya
- Nagy Csilla
- Nemes Z. Márió
- Pallag Zoltán
- Pápay György
- Papp Attila Zsolt
- Scheibner Tamás
- Szegő János
- Szvoren Edina

## 2010-es évek

### 2010
- Csobánka Zsuzsa
- Debreceni Boglárka
- Dunajcsik Mátyás
- Farkas Wellmann Endre
- Follinus Anna
- Keserű József
- Lázár Bence András
- Nagy Koppány Zsolt
- Orcsik Roland
- Pollágh Péter
- Szabó Tibor Benjámin
- Szilágyi-Nagy Ildikó
- Tolvaj Zoltán

### 2011
- Arany Zsuzsanna
- Ayhan Gökhan
- Burns Katalin
- Deres Kornélia
- Falvai Mátyás
- Iván Péter
- Kele Fodor Ákos
- L. Varga Péter
- Pénzes Tiborc Szabolcs
- Simon Márton
- Szakmány György
- Szőllősy Balázs
- Vincze Ferenc

### 2012
- nem osztottak ösztöndíjakat

### 2013
- Áfra János
- Bajtai András
- Bakos Kiss Károly
- Bartók Imre
- Izsó Zita
- Lakatos István
- Molnár Illés
- Neszlár Sándor
- Szabó Marcell
- Szabó Róbert Csaba
- Tamás Zsuzsa
- Tóth Ákos
- Ughy Szabina

### 2014
- Bálint Tamás
- Bencsik Orsolya
- Farkas Wellmann Éva
- Fekete Richárd
- Györe Borbála
- Kalapos Éva Veronika
- Korpa Tamás
- Lengyel Imre Zsolt
- Mán-Várhegyi Réka
- Sirokai Mátyás
- Szabó Imola Julianna
- Tóth Kinga
- Virágh András

### 2015
- Barlog Károly
- Czinki Ferenc
- Demeter Zsuzsánna
- Dobás Kata
- Farkas Balázs
- Haraszti Ágnes
- Kassai Zsigmond
- Lapis József
- Pál Sándor Attila
- Potozky László
- Terék Anna
- Turi Márton
- Zelei Dávid

### 2016
- Balaskó Ákos
- Balogh Gyula
- Benedek Miklós
- Dobó Gábor
- Hevesi Judit
- Lesi Zoltán
- Molnár H. Magor
- Németh Ákos
- Novák Zsüliet
- Reichert Gábor
- Tamás Kincső
- Turi Tímea
- Varga László Edgár

### 2017
- Dékány Dávid
- Hermann Veronika
- Horváth Benji
- Juhász Tibor
- Lengyel Zoltán
- Makai Máté
- Nagy Márta Júlia
- Pataki Viktor
- Sepsi László
- Szarka Károly
- Tóth Tünde
- Dr. Varga Zoltán
- Závada Péter

### 2018
- Bakos Gyöngyi
- Balajthy Ágnes
- Décsy Eszter
- Fenyvesi Orsolya
- Harag Anita
- Herczeg Ákos
- Kustos Júlia
- Posta Marianna
- Serestély Zalán
- Szalay Zoltán
- Szarvas Melinda
- Szöllősi Mátyás
- Vass Norbert

### 2019
- Csillag Tamás
- Csombor Rita
- Ferencz Mónika
- Horváth Veronika
- Kiss Celler Tamás
- Laboda Kornél
- Mécs Anna Borbála
- Nagy Hajnal Csilla
- Simon Bettina
- Szendi Nóra
- Szerényi Szabolcs
- Vonnák Diána
- Zilahi Anna

## 2020-as évek

### 2020[1]
- Benedek Szabolcs (Sztercey Szabolcs)
- Bíró Krisztián
- Bíró Tímea
- Borcsa Imola
- Fodor Janka
- Gyimesi Emese
- Imre Ábris
- Kopriva Nikolett
- Láng Orsolya
- Marcsák Gergely
- Nagy-Laczkó Balázs
- Veszprémi Szilveszter
- Vida Kamilla
- Viola Szandra

### 2021[2]
- Biró István
- Biró Zsombor Aurél
- Élő Csenge Enikő
- Gódza Csilla Boglárka
- Hegedüs Veronika
- Horváth Florencia Dorina
- Jánoki-Kis Viktória
- Kertész Dávid
- Locker Dávid Mátyás
- Nagy Lea
- Regős Mátyás
- Székely Márton Áron
- Székely Zoárd

### 2022[3]
- Bánkövi Dorottya
- Dima-Papp Attila
- Gere Nóra
- Juhász Kristóf
- Kósa Eszter
- Leczo Bence
- Lévai Éva
- Mărcuțiu-Rácz Dóra
- Mezei Gábor
- Miklya Anna
- Ozsváth Zsuzsa
- dr. Pataky Adrienn
- Szabó-Biró Brigitta

### 2023[4]
- Fritz Gergely
- Izer Janka
- Kiss Dávid
- Kovács Dominik
- Nagy Anna Flóra
- Nagy Dániel
- Nagy Tamás
- Purosz Leonidasz
- Sárkány Tímea
- Shrek Tímea
- Somorjai Réka
- Szabados Attila
- Vincze Bence

### 2024[5]
- Dr. Béres Norbert Zoltán
- Bódi Péter
- Borsi Bálint
- Gál János
- Korsós Gergő Zoltán
- Lénárt Flóra (Pászthy-Lénárt Flóra)
- Lévai Aliz Mária
- Németh Dóra (Graf Dóra)
- Szijj Márton
- Tankó Andrea
- Vajsenbek Péter
- Vas Máté
- Véssey Miklós